# Choi Min-Ho (judoka)
Choi Min-Ho (en coreano: 최민호; Gimcheon, 18 de agosto de 1980) es un deportista surcoreano que compitió en judo.
Participó en dos Juegos Olímpicos de Verano en los años 2004 y 2008, obteniendo dos medallas: bronce en Atenas 2004 y oro en Pekín 2008. En los Juegos Asiáticos consiguió dos medallas de bronce en los años 2002 y 2010.
Ganó dos medallas en el Campeonato Mundial de Judo en los años 2003 y 2007, y tres medallas en el Campeonato Asiático de Judo entre los años 2001 y 2012.

## Palmarés internacional
| Juegos Olímpicos    | Juegos Olímpicos        | Juegos Olímpicos  | Juegos Olímpicos |
| Año                 | Lugar                   | Medalla           | Categoría        |
| ------------------- | ----------------------- | ----------------- | ---------------- |
| 2004                | Atenas (Grecia)         | Medalla de bronce | –60 kg           |
| 2008                | Pekín (China)           | Medalla de oro    | –60 kg           |
| Campeonato Mundial  |                         |                   |                  |
| Año                 | Lugar                   | Medalla           | Categoría        |
| 2003                | Osaka (Japón)           | Medalla de oro    | –60 kg           |
| 2007                | Río de Janeiro (Brasil) | Medalla de bronce | –60 kg           |
| Juegos Asiáticos    |                         |                   |                  |
| Año                 | Lugar                   | Medalla           | Categoría        |
| 2002                | Busan (Corea del Sur)   | Medalla de bronce | –60 kg           |
| 2010                | Cantón (China)          | Medalla de bronce | –60 kg           |
| Campeonato Asiático |                         |                   |                  |
| Año                 | Lugar                   | Medalla           | Categoría        |
| 2001                | Ulán Bator (Mongolia)   | Medalla de plata  | –60 kg           |
| 2007                | Kuwait (Kuwait)         | Medalla de bronce | –60 kg           |
| 2012                | Taskent (Uzbekistán)    | Medalla de plata  | –66 kg           |